# En attendant le carnaval
Pour plus de détails, voir Fiche technique et Distribution.
En attendant le carnaval (Estou Me Guardando Para Quando O Carnaval Chegar) est un film brésilien réalisé par Marcelo Gomes, sorti en 2019.

## Synopsis
La ville de Toritama est un centre important de production textile. Pour les travailleurs, le carnaval est la seule période de répit.

## Fiche technique
- Titre : En attendant le carnaval
- Titre original : Estou Me Guardando Para Quando O Carnaval Chegar
- Réalisation : Marcelo Gomes
- Scénario : Marcelo Gomes
- Musique : O'Grivo
- Photographie : Pedro Andrade
- Montage : Karen Harley
- Production : Nara Aragão et João Vieira Jr.
- Société de production : Carnaval Filmes, Misti Filmes et Rec Produtores Associados
- Société de distribution : JHR Films (France)
- Pays :  Brésil
- Genre : Documentaire
- Durée : 86 minutes
- Dates de sortie : 
  -  Brésil : 11 juillet 2019
  -  France : 7 octobre 2020

## Distinctions
Le film a reçu le prix du meilleur documentaire lors du Festival international du film de Chicago 2019.